# Fagel (geslacht)

Familiewapen van de familie Fagel

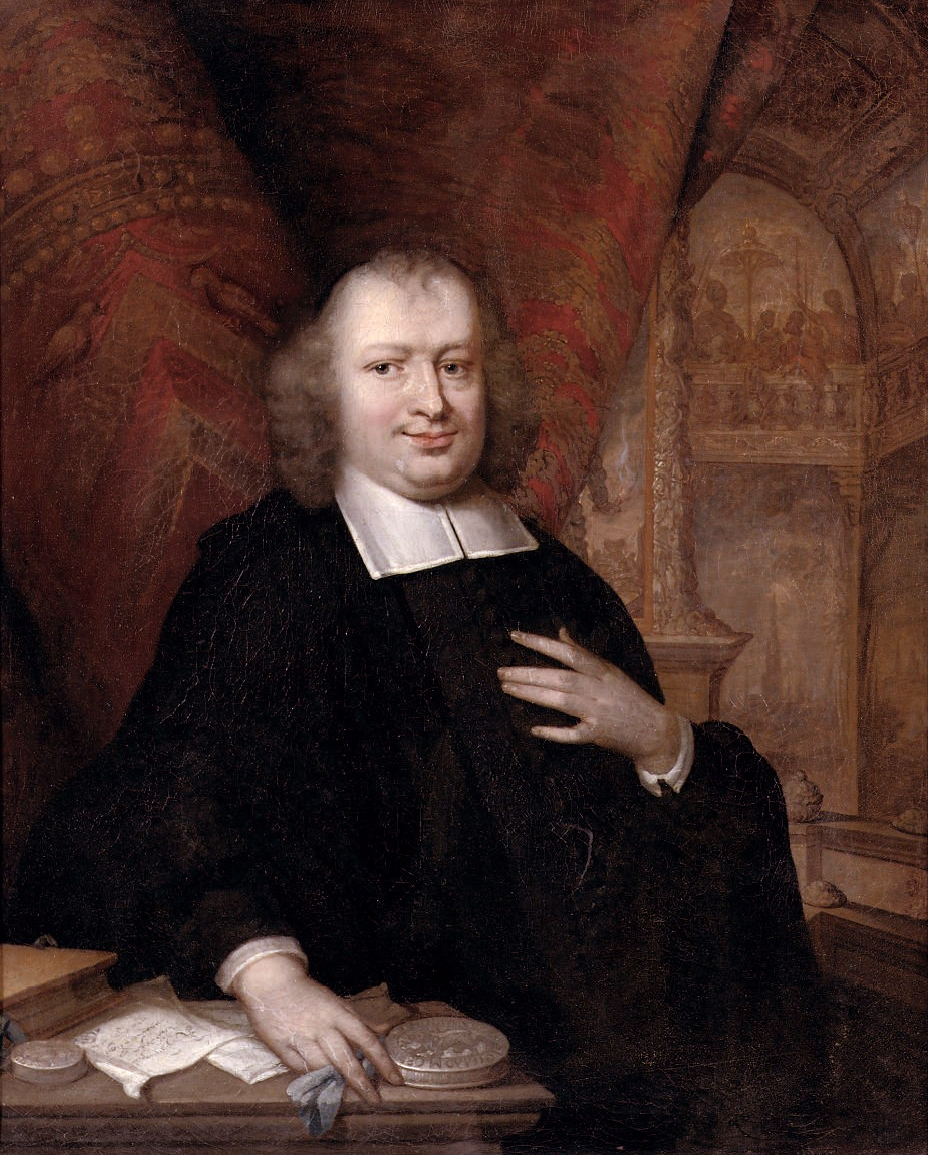
Gaspar Fagel (1634-1688)

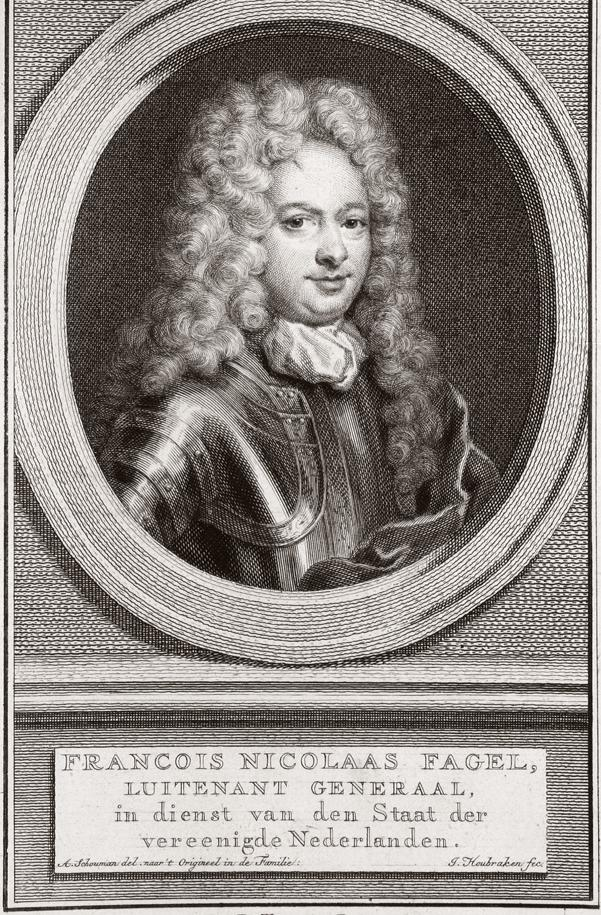
Francois Nicolaas Fagel (1645-1718)

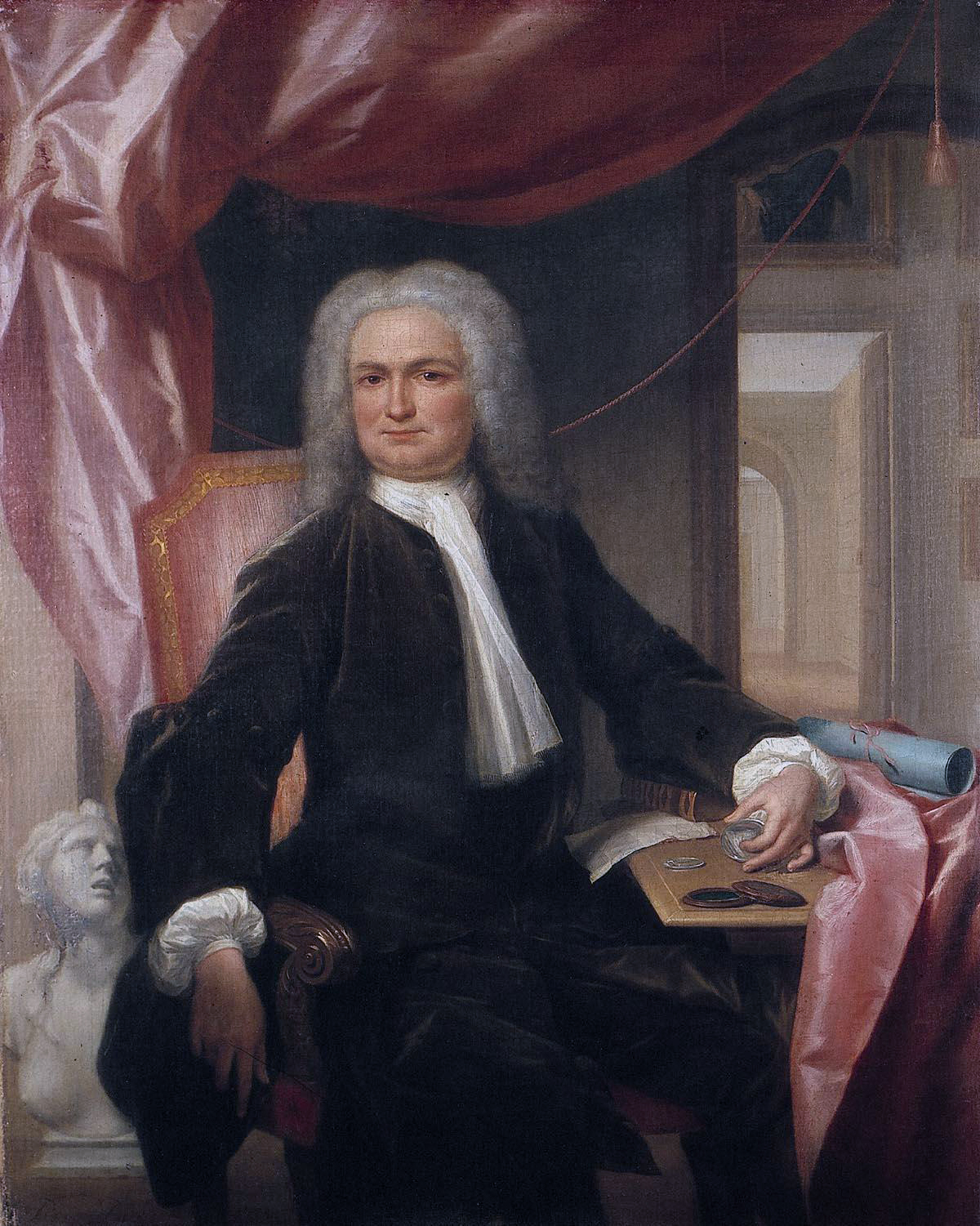
Mr. François Fagel (1659-1746)

Fagel was een regentengeslacht waarvan leden belangrijke ambten bekleedden tijdens de Republiek der Verenigde Nederlanden en sinds 1814 tot de Nederlandse adel behoorden, en dat in 1940 uitstierf.

## Geschiedenis
De oudst bekende voorvader van het geslacht is Johan Fagel die in 1540 in het Vlaamse plaatsje Nieuwkerke woonde. In 1583 verhuisde de koopman François Fagel (circa 1543-1587) van Antwerpen naar Amsterdam, waar zijn nazaten al gauw tot de vooraanstaande regentenfamilies van de Republiek gingen behoren. Vijf Fagels bekleedden gedurende 125 jaar (van 1670 tot 1795) de invloedrijke functie van Griffier van de Staten-Generaal. Bij Souverein Besluit van 28 augustus 1814 werd een nazaat benoemd in de ridderschap van Holland. In 1815 volgde voor leden van het geslacht erkenning met de titel van baron. Het geslacht stierf in 1940 uit.

## Enkele telgen
Johan Fagel
- François Fagel (1543-1587), schepen van Brugge en koopman te Antwerpen en Amsterdam
  - Mr. François Fagel (1585-1644), raadsheer Hoge Raad
    - Mr. Hendrik Fagel (1617-1690), griffier van de Staten-Generaal
      - Mr. François Fagel (1659-1746), griffier van de Staten-Generaal
      - Mr. Cornelis Gerrit Fagel (1663-1746), raadsheer in het Hof van Brabant en in het Hof van Holland
        - Hendrik Fagel (1706-1790), griffier van de Staten-Generaal
          - Mr. François Fagel (1740-1773), adjunct-griffier der Staten-Generaal
            - Mr. Hendrik baron Fagel (1765-1838), griffier der Staten-Generaal, ambassadeur en politicus
            - Mr. Jacob baron Fagel (1766-1835), ambassadeur, lid van de Raad van State
              - Mr. François Hendrik Robert René Fagel (1828-1890), kamerheer en opperhofmaarschalk
                - Jacob John baron Fagel (1859-1928), laatste mannelijke adellijke telg van het geslacht
                - Jkvr. Wendela Albertine Fagel (1864-1940), laatste adellijke telg van het geslacht

            - François Willem baron Fagel (1768-1856), militair
            - Robbert baron Fagel (1771-1856), militair en politicus
            - Willem Jacob Hendrik baron Fagel (1774-1822), militair en ambassadeur

          - Maria Susanna Fagel (1746-1826); trouwde in 1773 met haar neef mr. Willem Carel Dierquens (1753-1778), agent en commies ter Staten-Generaal

        - Elisabeth Agneta Fagel (1709-1768); trouwde in 1731 met haar neef mr. Johan Pieter Dierquens (1710-1780), schepen en burgemeester van 's-Gravenhage
          - Johanna Catharina Maria Dierquens (1746-1785); trouwde in 1764 met mr. Jacob Willem van der Brugghen (1743-1778), secretaris van 's-Gravenhage en lid van de familie Van der Brugghen
          - mr. Willem Carel Dierquens (1753-1778), agent en commies ter Staten-Generaal; trouwde in 1773 met zijn nicht Maria Susanna Fagel (1746-1826)

      - Maria Fagel (1649-1739); trouwde in 1686 met mr. François Doubleth, heer van Groenevelt (1642-1688), schepen en burgemeester van 's-Gravenhage
      - Margaretha Fagel (1652-1726); trouwde in 1683 met mr. Johan van der Haer (1655-1726), griffier van de Hoge Raad van Holland en Zeeland
      - Henriette Fagel (1667-1711); trouwde in 1687 met de broer van haar zwager mr. Bonifacius van der Haer (1663-1734), griffier en rentmeester van de Raad van Brabant

    - François Fagel (1618-1680), raadsheer en president van het Hof van Holland
      - Françoise Fagel (1680-1762); trouwde in 1706 met Johan van Byemont (circa 1656-1710), schepen en burgemeester van 's-Gravenhage

    - Nicolaes Fagel (1620-1695), schepen en burgemeester van Nijmegen
      - Francois Nicolaas Fagel (1645-1718), militair

    - Gaspar Fagel (1634-1688), griffier van de Staten-Generaal, en vanaf 20 augustus 1672 raadpensionaris van Holland als opvolger van Johan de Witt
    - Mr. Benjamin Fagel (1642-1706), raadsheer van het Hof van Holland
      - Mr. François Fagel (1674-1718), raad en schepen van Haarlem
        - Mr. François Benjamin Fagel (1713-1784), raad, schepen en burgemeester van Haarlem

## Wapenbeschrijving
In rood twee gouden kepers vergezeld boven van twee toegewende zilveren vogels, goud gesnaveld en gepoot.

## Bibliotheek
De Fagels bouwden als griffiers de grootste particuliere collectie kostbare boeken en drukwerken uit die fase van de Nederlandse geschiedenis op. Na de Franse bezetting in 1795 raakte Hendrik Fagel (1765-1838) zijn inkomsten kwijt. Daardoor was hij gedwongen de omvangrijke bibliotheek via Christie's in Londen ter veiling aan te bieden. Voor de veiling begon, werd de hele collectie in 1802 aangekocht door het Trinity College te Dublin en in 115 kisten daarheen overgebracht. De boekerij bleef er als een geheel bewaard. De eerste die onderzoek deed naar de collectie, in 1961, was Ernst Braches. De collectie bleef een belangrijk onderdeel van de Trinity Library en werd in de jaren 2020 opnieuw gecatalogiseerd en ook gedigitaliseerd. Sinds 2019 brachten de Nederlandse koning en koningin, de minister-president en de voorzitters en griffiers van de Staten-Generaal bezoeken aan het Trinity College om met de Fagel-collectie kennis te maken.

## Externe Links
- The Fagel Collection (Engels)